# Nurbol Suleimenov
Nurbol Suleimenov es un deportista kazajo que compitió en judo. Ganó una medalla de bronce en los Juegos Asiáticos de 1998, en la categoría de –60 kg.

## Palmarés internacional
| Juegos Asiáticos | Juegos Asiáticos    | Juegos Asiáticos  | Juegos Asiáticos |
| Año              | Lugar               | Medalla           | Categoría        |
| ---------------- | ------------------- | ----------------- | ---------------- |
| 1998             | Bangkok (Tailandia) | Medalla de bronce | –60 kg           |